# المجلس التأسيسي البحريني
المجلس التأسيسي البحريني من 16 ديسمبر 1972 حتى 6 ديسمبر 1973 هو مجلس تشريعي تأسس في 20 يونيو 1972  وفقاً للمرسوم بقانون رقم 12 لسنة 1972 ويشكل المجلس من 22 عضو منتخب من الشعب و8 أعضاء معينين و12 عضو معين بحكم المنصب وهم رئيس الوزراء والوزراء ، تم تأسيس المجلس بهدف صياغة دستور البحرين وعقد المجلس جلسته الأولى في يوم السبت 16 ديسمبر 1972 حيث اختار المجلس خلال الجلسة إبراهيم عبدالحسين العريض رئيساً للمجلس وعبدالعزيز سعد الشملان نائباً للرئيس.

## أعضاء المجلس التأسيسي

### الأعضاء المعينين[2]
- إبراهيم عبدالحسين العريض رئيس المجلس
- إبراهيم حسن كمال
- أحمد علي كانو
- محمد حسن ديواني
- محمد يوسف جلال
- طارق عبدالرحمان المؤيد
- صادق محمد البحارنة
- راشد عبدالرحمان الزياني

### الأعضاء المنتخبين
- رسول عبدعلي الجشي
- عبدالحميد محمد العريض
- محمد سعيد الماحوزي
- محمد حسن السيد علي كمال الدين
- عبدالكريم عبدعلي العليوات
- قاسم أحمد فخرو
- علي صالح الصالح
- علي إبراهيم عبدالعال
- جاسم محمد مراد
- عبدالعزيز سعد الشملان
- علي عبدالله سيار
- عبدالله أحمد المناعي
- خليفة أحمد البنعلي
- محمد عبدالله المطوع
- الملا حسن أحمد زين الدين
- الشيخ عبدالله محمد المدني
- الشيخ عيسى أحمد قاسم
- محمد علي آل ضيف
- عبدالعزيز محمد الراشد
- عبدالعزيز منصور العالي
- حسن علي المتوج
- محمد علي الفاضل

## الجلسة الأولى
عقد المجلس جلسته الأولى في يوم السبت 16 ديسمبر 1972  حيث تفضل صاحب السمو الشيخ عيسى بن سلمان آل خليفة أمير دولة البحرين بأفتتاح المجلس وذالك بحضور سمو الشيخ خليفة بن سلمان آل خليفة رئيس مجلس الوزراء وسمو الشيخ حمد بن عيسى آل خليفة ولي العهد وزير الدفاع حيث ألقى سموه خطاباً خلال حفل الأفتتاح.
وبعد أنتهاء حفل الأفتتاح أستئنفت الجلسة حيث ترأسها رئيس مجلس الوزراء وذالك لحين أختيار الرئيس.
وخلال الجلسة تم انتخاب رئيس المجلس حيث ترشح للمنصب إبراهيم عبدالحسين العريض وعبدالعزيز سعد الشملانحيث فاز بالرئاسة إبراهيم العريض بعد حصوله على 22 صوتاً مقابل 18 صوتاً لعبدالعزيز الشملان.
وبعد ذالك تم انتخاب نائب الرئيس حيث ترشح للمنصب عبدالعزيز الشملان وصادق البحارنة حيث فاز بالمنصب عبدالعزيز الشملان بعد حصوله على 26 صوتاً مقابل 15 صوتاً لصادق البحارنة.
وبعد ذالك تم أنتخاب أمين السر حيث ترشح للمنصب قاسم أحمد فخرو والشيخ عبدالله محمد المدني حيث فاز بالمنصب قاسم فخرو بعد حصوله على 27 صوتاً مقابل 14 صوت الشيخ عبدالله المدني.